# القزعة (الضالع)
القزعة (الشعيب)
القزعة هي إحدى القرى التابعة إداريًا لمديرية الشعيب في محافظة الضالع، الواقعة جنوب الجمهورية اليمنية. تُعد القزعة من القرى الريفية ذات الطابع الجبلي، وتتميّز بتضاريسها الطبيعية وموقعها الذي يجمع بين المرتفعات والهضاب، مما يضفي عليها طابعًا بيئيًا وتراثيًا مميزًا.
الموقع الجغرافي
تقع قرية القزعة في الجزء الجنوبي من اليمن، ضمن النطاق الإداري لمحافظة الضالع، وتحديدًا في مديرية الشعيب. تُحيط بها عدة قرى ومرتفعات جبلية، وتتميّز بمناخ معتدل نسبيًا في الصيف وبارد في الشتاء، مع تساقط أمطار موسمية تساهم في دعم الأنشطة الزراعية والرعوية.
السكان
يقطن قرية القزعة عدد من الأسر التي تنتمي إلى قبائل يمنية معروفة في المنطقة. ويتسم المجتمع المحلي بترابطه الاجتماعي، وتُعد العلاقات القَبَلية والتقاليد العرفية جزءًا مهمًا من النظام الاجتماعي في القرية. كما يُعرف السكان بممارستهم للزراعة والرعي، إضافة إلى التزامهم بالعادات والتقاليد اليمنية الأصيلة.
الأنشطة الاقتصادية
تُعتبر الزراعة المصدر الرئيسي للدخل في قرية القزعة، حيث يزرع السكان الحبوب والخضروات وبعض الفواكه المحلية. كما تنتشر تربية الماشية في أوساط الأهالي، وتشكل مصدرًا مهمًا للغذاء والدخل، وخاصة إنتاج الحليب ومشتقاته. ويعتمد السكان بشكل كبير على الموارد المحلية والطرق التقليدية في الزراعة.
البنية التحتية والخدمات
تعاني القرية، كغيرها من كثير من القرى اليمنية، من نقص في بعض الخدمات الأساسية نتيجة للظروف الاقتصادية والسياسية التي تمر بها البلاد. ومع ذلك، توجد بعض الجهود الأهلية والحكومية في تحسين الخدمات مثل التعليم الأساسي، والمياه، وخدمات الرعاية الصحية الأولية. كما تربطها طرق ريفية ببقية مناطق مديرية الشعيب.
الأهمية المحلية
تُعد القزعة من القرى التي تحافظ على الهوية الثقافية لمديرية الشعيب، وتُظهر جوانب من الحياة الريفية اليمنية في محافظة الضالع. كما تمثل جزءًا من النسيج الاجتماعي والتاريخي للمنطقة، لما لها من دور في الحفاظ على العادات والتقاليد، إلى جانب مساهمتها في النشاط الزراعي المحلي.

---
انظر أيضًا
مديرية [الشعيب]
محافظة [الضالع]
التقسيم الإداري في[ اليمن]
.